# Friedrich Egermann
Friedrich (Bedřich) Egermann (5. března 1777, Šluknov – 1. ledna 1864, Nový Bor) byl česko-německý sklářský odborník a zdatný obchodník v Novém Boru, vynálezce nových technologií výroby skla exportovaného do mnoha zemí světa. Byl objevitelem měděné lazury a pod svým jménem vyvážel i do zahraničí červené rubínové sklo i červenou lazurou přetahované a ryté sklo (Rotbeize). 

## Život

### Mládí

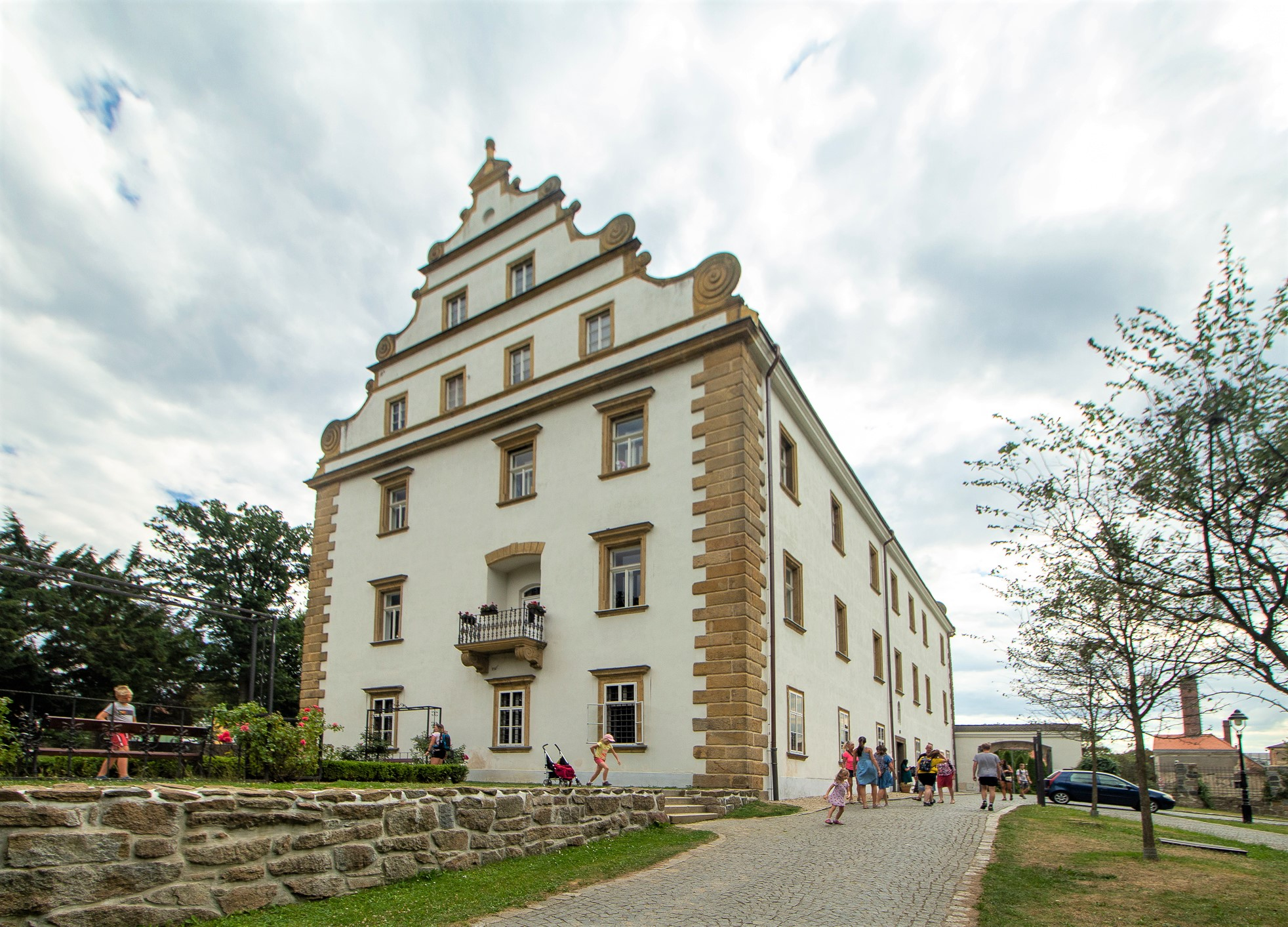
Šluknovský zámek

Egermann se narodil v roce 1777 na šluknovském zámku jako syn vrchnostenského úředníka Friedricha Egermanna a jeho manželky Rosiny (roz. Kittelové). Brzy po narození byl dán na vychování ke vzdáleným příbuzným.
Od roku 1786 pobýval u svého strýce Ignáce Kittela, faráře v Polevsku. Učil se sklářskému řemeslu v Chřibské u svého strýce Adolfa Kittela, učení však nedokončil. Vyučil se ovšem malířem skla, malbu i rytectví skla ve své činnosti využil a zdokonalil.
V Chřibské byl přijat do cechu sklářů, sklomalířů a pozlacovačů skla a vydal se na tovaryšskou cestu do horního Saska. Zaučil se malířem porcelánu v porcelánkách v Geře a na hradě Albrechtsburg v Míšni v tamní proslulé míšeňské porcelánce, kam se však dostal tajně, neboť míšeňské postupy byly přísně chráněné. Egermannovi se je podařilo „odkoukat“ v převlečení za prostoduchého dráteníka.
Dovednost malby na sklo či porcelán následně zdokonalil dvouletým studiem kresby u patera Marcela Fromma v piaristické koleji v Novém Boru. Získané znalosti výroby barevných kompozic doplněné studiem vzorů vídeňského mistra Antonína Kothgassera zúročil ve své dílně, kterou si postavil v Polevsku. Tam se roku 1806 oženil s Alžbětou Schürerovou, dcerou tamního skláře a podnikatele Benedikta Schürera.

### Podnikání v Novém Boru

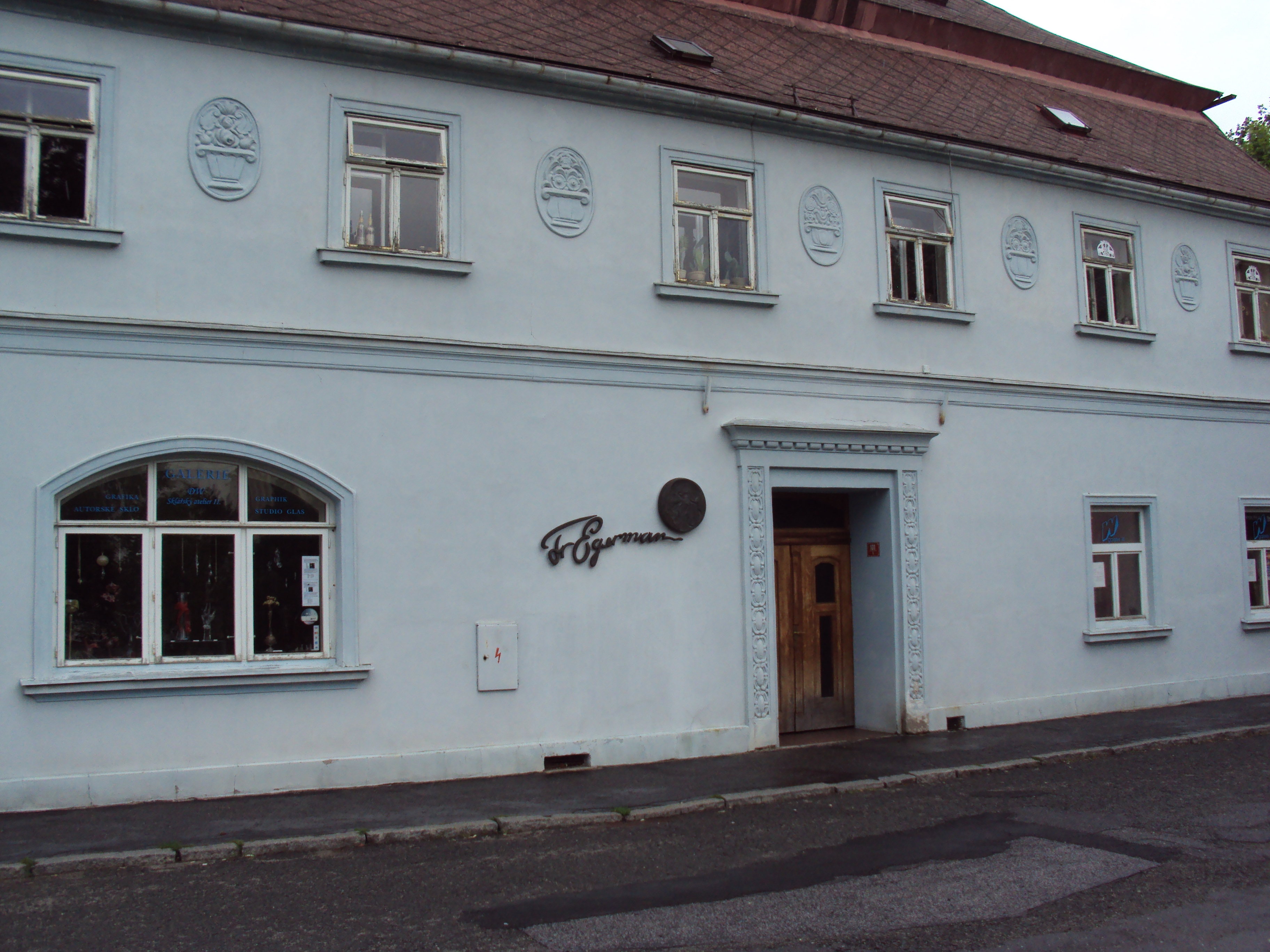
Galerie Egermann na novoborském náměstí Míru

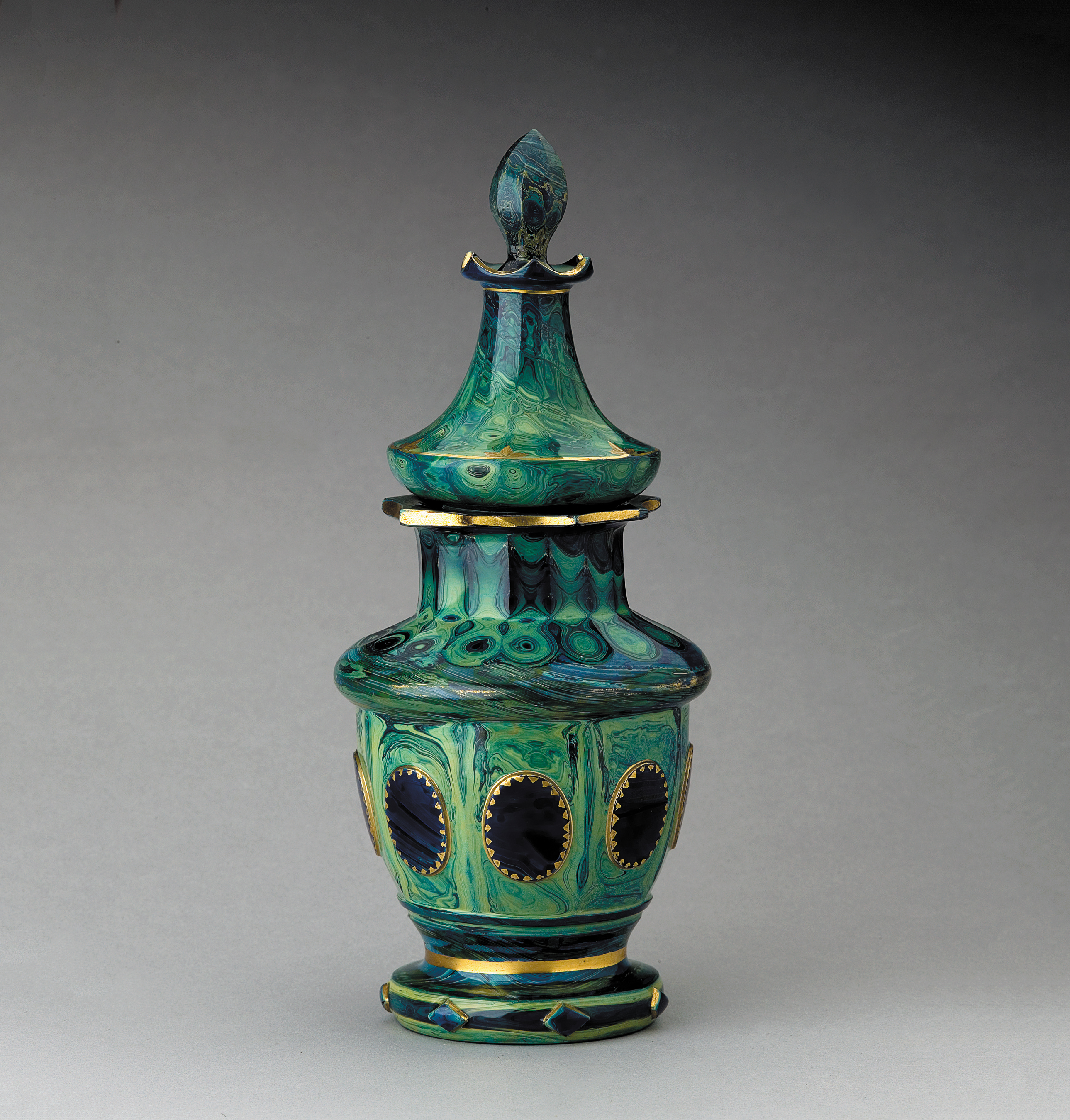
Jeden z Egermannových výrobků (kolem roku 1828)

Zpočátku se zabýval dekorováním výrobků z mléčného skla, které bylo náhradou za tehdy drahý porcelán. V roce 1809 zaznamenal první komerční úspěchy s novou technikou matování povrchu, tzv. achátování. Se sklem začal experimentovat již roku 1816, kdy mu byl uznán vynález skla žluté (resp. stříbrné) barvy. Světový úspěch mu přineslo zdobení povrchu žlutého skla rytinami, čímž získal žlutobílý vzor. Zdokonalil bílou emailovou barvu, čímž získal tzv. perleťový (lesklý) a biskvitový (matný) email.
S tchánovými zkušenostmi a věnem své manželky pokračoval Egermann v úspěšném podnikání v Novém Boru (tehdejší Haidě), kde se roku 1820 usadil jako měšťan. S manželkou měl sedm dětí, z nichž čtyři se dožily dospělého věku. Díky prosperujícímu podnikání brzy dílnu rozšířil o huť a pořídil si výstavní dům na náměstí, v němž se dnes nachází Sklářské muzeum. Od roku 1832 své sklo začal vyrábět průmyslově ve své rafinérii, kde zaměstnával 200 zaměstnanců.
Během let vyráběl barevné sklo rubínové, přetahované tenkou vrstvou barevného emailu a probrušované, čiré sklo přetahované barevnými lazurami (zvl. žlutými a červenými), vynalezl sklo červené jaspisové i různobarevné mramorové, jež vzápětí zdokonalila sklárna v Harrachově a jihočeské sklárny Jiřího Buquoye v Nových Hradech. Egermannova žlutá lazura se ve 30. letech uplatňovala i na skle malovaném transparentními listry. Roku 1828 vynalezl neprůhledné mramorované sklo, které bylo univerzitou ve Vídni pojmenováno lithyalin.
Jeho nejslavnějším vynálezem, který si však nenechal patentovat, byla červená lazura. Po krádeži dokumentů z jeho dílny se od roku 1840 rubínové sklo vyrábělo i v dalších sklárnách v Čechách, Bavorsku i v zámoří.

### Uznání
Od 40. let užíval titul privilegovaného císařského a královského výrobce s oprávněním prodávat sklo po celé monarchii. Jeho umění oceňoval císař Ferdinand V., který ho několikrát navštívil v Novém Boru.
Do obchodní činnosti se zapojili také Friedrichovi bratři Johann Wenzel a Ignác. V roce 1833 získal Friedrich Egermann stříbrnou medaili od Jednoty pro povzbuzení průmyslu v Čechách. V roce 1848 pak obdržel medaili zlatou.
Po jeho smrti roku 1864 převzal úspěšnou výrobu jeho syn Anton Ambrož. Ta se stala synonymem pro české sklo v celém světě a jako oblíbený artikl se vyrábí dosud.